# Гаровка-1
Га́ровка-1 (рос. Гаровка-1) — село у складі Хабаровського району Хабаровського краю, Росія. Входить до складу Рокитненського сільського поселення.
Стара назва — Гаровка.

## Населення
Населення — 1302 особи (2010; 1261 у 2002).
Національний склад (станом на 2002 рік):
- росіяни — 92 %